# Anarquismo negro
El anarquismo negro es una corriente política de interseccionalidad derivada del anarquismo y del nacionalismo negro de EE. UU. y afín a causas de izquierda política. Se opone a la existencia del Estado como otras formas de anarquismo, esta doctrina sostiene que el anarquismo "tradicional" ha sido fundamentalmente propio de europeos y/o blancos, y en respuesta procura forjar un movimiento nuevo que represente la identidad de la gente de otras razas y específicamente la raza negra, y que esté adaptado a su situación única. Los teóricos del anarquismo negro dicen que su propuesta política no es racista ni contradice los principios anarquistas pues según ellos la autonomía racial-cultural es una forma de autonomía e identidad local promovida por el anarquismo tradicional.
En contraste con el activismo negro, basado históricamente en el mando de organizaciones centralizadas como el Partido Pantera Negra de EE. UU., el anarquismo negro rechaza tales métodos y promueve la organización asamblearia o no-jerárquica. Los anarquistas negros dicen que buscan suprimir la supremacía blanca, el capitalismo, y el Estado. Los teóricos incluyen a Ashanti Alston y Lorenzo Komboa Ervin, ambos exmilitantes de la extinta organización étnico-política y socialista Partido Pantera Negra.

## Anarquismo depanteras
En EE. UU. es notoria la influencia que comenzó a tener el pensamiento anarquista en exactivistas de las Panteras Negras en los años setenta. Entre ellos estarían Ashanti Alston, Lorenzo Kom'boa Ervin, Kuwasi Balagoon, Kai Lumumba Barrow, Greg Jackson, Roger White, Martin Sostre y otros. Estos se adhirieron al anarquismo después de realizar una crítica antiautoritaria a los postulados básicamente marxista-leninistas y maoístas de las Panteras Negras de los sesenta. De esta forma enriquecían el anarquismo con la causa antirracista del movimiento de los derechos civiles de los sesenta.
La influencia del activismo de los ex-Panteras Negras anarquistas en la escena del nacionalismo negro se materializó en la organización Anarchist People of Color, una red exclusiva para anarquistas negros de Estados Unidos. Inició como una lista de correos en 2001, y organizó su primera conferencia nacional en el campus de la Wayne State University en Detroit, Míchigan, en 2003. En el año 2005 organizó un congreso a nivel nacional y se disolvió en 2007.